# 損害率
損害率（そんがいりつ）とは、保険金を保険料で除したものをいう。
- 損害率（Loss Ratio）＝保険金（Loss）÷保険料（Premium）

ここで、保険金、保険料の計測手法により、求められる損害率が異なる。

## 損害率の種類

### リトンベーシス損害率（W/R; Written Bases Loss Ratio）
- リトンベーシス損害率＝当期間支払保険金（Paid Loss）÷当期間計上保険料（Written Premium）
  - 特長　最も簡単に計算することができる。
  - 短所　保険金は保険料を支払った後、保険期間の経過とともに支払われるので、保険料が増収トレンドにあるときは損害率が実態よりも小さくなり、減収トレンドにあるときは実態よりも大きく見える。つまり、損害率の実態を把握することが困難である。

当期間計上保険料とは、保険期間が会計上、当期間（通常は、保険会社の1会計年度。以下同じ）に受け取るべきものとして計上した保険料の額をいう。当期間（会計年度）の始めでも終わりでも、保険料の合計が全額計上される。

### アーンドベーシス損害率（E/R; Earned Bases Loss Ratio）
- アーンドベーシス損害率＝当期間発生保険金（Incurred Loss）÷当期間既経過保険料（Earned Premium）
- 特長　分母と分子の期間対応がとれており、また、いずれも経理上の決算数字を用いて算出することができる。

既経過保険料とは、保険会社が受け取った保険料のうち当期間の補償にあてるべき保険料のことをいう。当期の最後の1ヶ月間に受け取った保険料は、当期の補償には1ヶ月分を充てるべきとする考えによる。この考えによれば、前期の最後の1ヶ月間に受け取った保険料は、当期に残り11ヶ月あるので、11ヶ月分の保険料は当期間既経過保険料として算入される。
発生保険金とは、当期に「発生した」事故にかかる保険金のことをいう。当期に支払った保険金ではないことに注意が必要である。

### ポリシーイヤーベーシス損害率（P/R; Policy-Year Bases Loss Ratio）
- ポリシーイヤーベーシス損害率＝当期間引受保険契約に係る保険金合計÷当期間引受保険契約に係る保険料合計
  - 特長　当期間に引き受けた保険契約について、その後の保険金支払額の合計を集計し、損害率を計算したもので、正確な引受成績を示す。
  - 短所　保険金支払が完全に終了するまでには時間がかかる（特に、賠償責任保険では、損害賠償請求権の時効が長期にわたる）ため、数字の把握に時間がかかる。